# 昭君出塞 (电视剧)
《昭君出塞》是中國中央電視台於2004年製作的古裝電視劇，內容根據漢代王昭君遠嫁匈奴的歷史故事改編而成。2006年本劇於中央電視台播出，2009年5月點心衛視重播本劇。劇中飾演王昭君、呼韓邪單和王漭的均為香港演員。

## 演員表
- 羅嘉良 飾 呼韓邪單（钱　博 飾 少年）
- 李彩華 飾 王昭君
- 袁　立 飾 顓渠閼氏（呼圖吾斯的閼氏，虚构人物，中国史籍记录下的这个时代的两位颛渠阏氏，一位是握衍朐提单于的情妇颛渠阏氏，另一位是呼韩邪单于的妻子颛渠阏氏。）
- 姚　橹 飾 呼圖吾斯（王　铮 飾 少年）
- 茹　萍 飾 王政君
- 馬詩紅 飾 漢元帝
- 唐國強 飾 漢宣帝
- 张明建 飾 淮阳王刘钦
- 宋笠娜 飾 婉　兒
- 阿斯茹 飾 阿諾蘭
- 蔣昌義 飾 先賢撣
- 劉　鑫 飾 殷如墨
- 劉　義 飾 張　博
- 馬浚偉 飾 王　漭
- 李中華 飾 烏禪幕
- 郭正秋 飾 王　鳳
- 任　帥 飾 衛　律
- 張　超 飾 趙　遂
- 高亞平 飾 屠　耆
- 初　曉 飾 嚴君平
- 孫　淳 飾 毛延壽
- 白德彰 飾 蕭望之
- 劉　宇 飾 左伊秩眥王
- 赛兴嘎 飾 都隆奇
- 杨俊茜 飾 傅子云
- 雪　菲 飾 平都公主
- 傅宏均 飾 冯奉世
- 张维志 飾 王　褒
- 张立君 飾 京　房
- 胡晓婷 飾 冯昭仪
- 肖　宏 飾 陈　汤
- 于莉红 飾 萧善音
- 苏　莹 飾 王　襄（王凤之子）
- 尤　勇 飾 握衍朐提单于
- 张舒云 飾 王夫人
- 普超英 飾 王太后
- 郝　岩 飾 张婕妤
- 柴　权 飾 小　宫
- 陈晓龙 飾 土金浑
- 赵　乐 飾 河间王
- 潘宏梁 飾 张富贵
- 吴　凯 飾 娄里受
- 王瑞岩 飾 右奥鞬王
- 钱　博 飾 逐鹿王子
- 李嘉彬 飾 许广汉
- 董丹军 飾 秭归县令
- 董晓梅 飾 李　氏

## 外部連結
- 《昭君出塞》分集劇情介紹 劇照 （页面存档备份，存于）
- 新浪網影音娛樂《昭君出塞》 （页面存档备份，存于）